# Segunda División B de Venezuela 2007-08
La Temporada 2007-08 de la Segunda División B de Venezuela se inició el 18 de agosto de 2007 y finalizó el 23 de mayo de 2008 con la participación de 12 equipos.

## Sistema de competición
Se disputa el Torneo Apertura y el Torneo Clausura con 2 grupos (Centro Occidente y Oriental), los primeros de cada grupo del Torneo Apertura disputan una final y el ganador recibe 3 puntos de bonificación para el Torneo Clausura y el perdedor 1 punto y los primeros de cada grupo del Torneo Clausura disputan la final clasificando los 2 a la Segunda División de Venezuela y los 2 últimos de cada grupo descienden a la Tercera División de Venezuela.

## Equipos participantes
Los equipos participantes en la Temporada 2007/08 de la Segunda División B del Fútbol Venezolano son los siguientes:
| Grupo Centro Occidente: - Unión Atlético Falcón, de Coro - CENFEMACA FC, de Santa Bárbara del Zulia - Unión Liga Municipal, de Valera - Yaracuyanos FC, de San Felipe - Deportivo Táchira B, de San Cristóbal - Deportivo Barinas, de Barinas |  | Grupo Oriental: - UCV Aragua, de Maracay - Carabobo FC B, de Valencia - Atlético Piar, de Aragua de Maturín - Orinoco FC, de Puerto Ordaz - Universitario de Monagas, de Maturín - Hermandad Gallega FC, de Valencia |

Sustituciones:
- Unión Liga Municipal sustituye a Baralt FC
- Deportivo Barinas sustituye a Academia Emeritense FC
- Universitario de Monagas sustituye a Deportivo Gulima

## Torneo Apertura
El Torneo Apertura 2007 es el primer torneo de la Temporada 2007/08 en la Segunda División B de Venezuela.

### Grupo Centro Occidente
|   | Equipo                | PTS | J  | G  | E | P  | GF | GC | DG  |
| - | --------------------- | --- | -- | -- | - | -- | -- | -- | --- |
| 1 | Deportivo Táchira B   | 34  | 14 | 10 | 4 | 0  | 34 | 9  | +25 |
| 2 | Deportivo Barinas     | 27  | 16 | 8  | 3 | 5  | 27 | 15 | +12 |
| 3 | Yaracuyanos FC        | 24  | 16 | 7  | 3 | 6  | 25 | 21 | +4  |
| 4 | Cenfemaca FC          | 21  | 15 | 6  | 3 | 6  | 14 | 23 | -9  |
| 5 | Unión Liga Municipal  | 16  | 14 | 5  | 1 | 8  | 18 | 31 | -13 |
| 6 | Unión Atlético Falcón | 6   | 15 | 2  | 0 | 13 | 9  | 35 | -26 |

Leyenda: PTS (Puntos), J (Juegos), G (Ganados), E (Empatados), P (Perdidos), GF (Goles a Favor), GC (Goles en Contra), DG (Diferencia de Goles).

### Grupo Oriental
|   | Equipo                   | PTS | J  | G | E | P  | GF | GC | DG  |
| - | ------------------------ | --- | -- | - | - | -- | -- | -- | --- |
| 1 | Unión Atlético Piar      | 31  | 15 | 9 | 4 | 2  | 27 | 11 | +16 |
| 2 | Carabobo FC B            | 25  | 16 | 7 | 4 | 5  | 29 | 17 | +12 |
| 3 | Hermandad Gallega FC     | 22  | 15 | 6 | 4 | 5  | 18 | 22 | -4  |
| 4 | Orinoco FC               | 20  | 14 | 6 | 2 | 6  | 21 | 14 | +7  |
| 5 | UCV Aragua               | 17  | 14 | 4 | 5 | 5  | 17 | 15 | +2  |
| 6 | Universitario de Monagas | 9   | 16 | 2 | 3 | 11 | 7  | 33 | -26 |

## Final Torneo Apertura
Se disputó en un estadio neutral.
| 12 de diciembre de 2007 | Unión Atlético Piar | 0-3 (0-2) | Deportivo Táchira B                                            | Estadio Brígido Iriarte, Caracas |                          |
|                         |                     |           | Mauricio Parra 10' · Lisandro Solano 40' · Louis Sarmiento 88' | Árbitro(s): Maiker Gómez         | Árbitro(s): Maiker Gómez |

## Torneo Clausura
El Torneo Clausura 2008 es el segundo torneo de la temporada 2007/08 en la Segunda División B de Venezuela.

### Grupo Centro Occidente
|   | Equipo                 | PTS | J  | G  | E | P  | GF | GC | DG  |                     |
| - | ---------------------- | --- | -- | -- | - | -- | -- | -- | --- | ------------------- |
| 1 | Yaracuyanos FC         | 35  | 15 | 11 | 2 | 2  | 29 | 10 | +19 | Asciende a Segunda  |
| 2 | Deportivo Táchira B(*) | 31  | 14 | 8  | 4 | 2  | 25 | 11 | +14 |                     |
| 3 | Deportivo Barinas      | 30  | 15 | 9  | 3 | 3  | 30 | 10 | +20 |                     |
| 4 | Cenfemaca FC           | 12  | 14 | 3  | 3 | 8  | 11 | 26 | -15 |                     |
| 5 | Unión Atlético Falcón  | 11  | 15 | 3  | 2 | 10 | 8  | 28 | -20 | Desciende a Tercera |
| 6 | Unión Liga Municipal   | 9   | 15 | 1  | 6 | 8  | 12 | 25 | -13 | Desciende a Tercera |

- (*) 3 puntos de bonificación por ganar la final del Torneo Apertura.

### Grupo Oriental
|   | Equipo                       | PTS | J  | G | E | P | GF | GC | DG  |                     |
| - | ---------------------------- | --- | -- | - | - | - | -- | -- | --- | ------------------- |
| 1 | Unión Atlético Piar(*)       | 29  | 14 | 8 | 4 | 2 | 27 | 8  | +19 | Asciende a Segunda  |
| 2 | Carabobo FC B                | 28  | 14 | 8 | 4 | 2 | 26 | 13 | +13 |                     |
| 3 | Hermandad Gallega FC         | 13  | 13 | 3 | 4 | 6 | 13 | 26 | -13 |                     |
| 4 | Orinoco FC                   | 12  | 13 | 3 | 3 | 7 | 14 | 27 | -13 |                     |
| 5 | UCV Aragua                   | 8   | 14 | 1 | 5 | 8 | 10 | 21 | -11 | Desciende a Tercera |
| 6 | Universitario de Monagas(**) | 0   | 0  | 0 | 0 | 0 | 0  | 0  | 0   | Desciende a Tercera |

- (*) 1 punto de bonificación por perder la final del Torneo Apertura.
- (**) Se retiró.

## Final
Se disputó en un estadio neutral.
| 23 de mayo de 2008                                                           | Yaracuyanos FC      | 1-1 (6-5 p) | Atlético Piar         | Estadio Brígido Iriarte, Caracas |  |
|                                                                              | Jonathan Parra 123' |             | Aníbal Hernández 115' |                                  |  |
| Yaracuyanos FC consigue su 1er título de la Segunda División B de Venezuela. |                     |             |                       |                                  |  |

Yaracuyanos FC

Campeón